# Château fort d'Altleiningen
Altleiningen est la ruine d'un château fort (allemand : Burg) dans la forêt palatine du nord-est dont certaines parties ont survécu tandis que d'autres ont été récemment ajoutées. Il est situé dans le district d'Altleiningen dans l'arrondissement de Bad Dürkheim (Rhénanie-Palatinat) et est l'un des trois châteaux du haut Eckbach qui datent des débuts de la famille noble franconienne des Leininger. Les deux autres sont Neuleiningen et Battenberg.
Le château fort d'Altleiningen est classé comme bien culturel protégé en vertu de la Convention de La Haye. L'autorité des monuments gère le complexe comme une zone de monuments.

## Situation géographique
Alors que la commune d'Altleiningen se trouve à une altitude d'environ 230 m NN dans la vallée le long de l'Eckbach, le château perché  définissant le paysage a été construit au-dessus de la rive gauche de l'Eckbach sur l' éperon est du 340 m de haut Ameisers en 283 m hauteur construit. Au pied du château, le Rothbach coule de la gauche dans l'Eckbach depuis l'Amseltal.

## Histoire

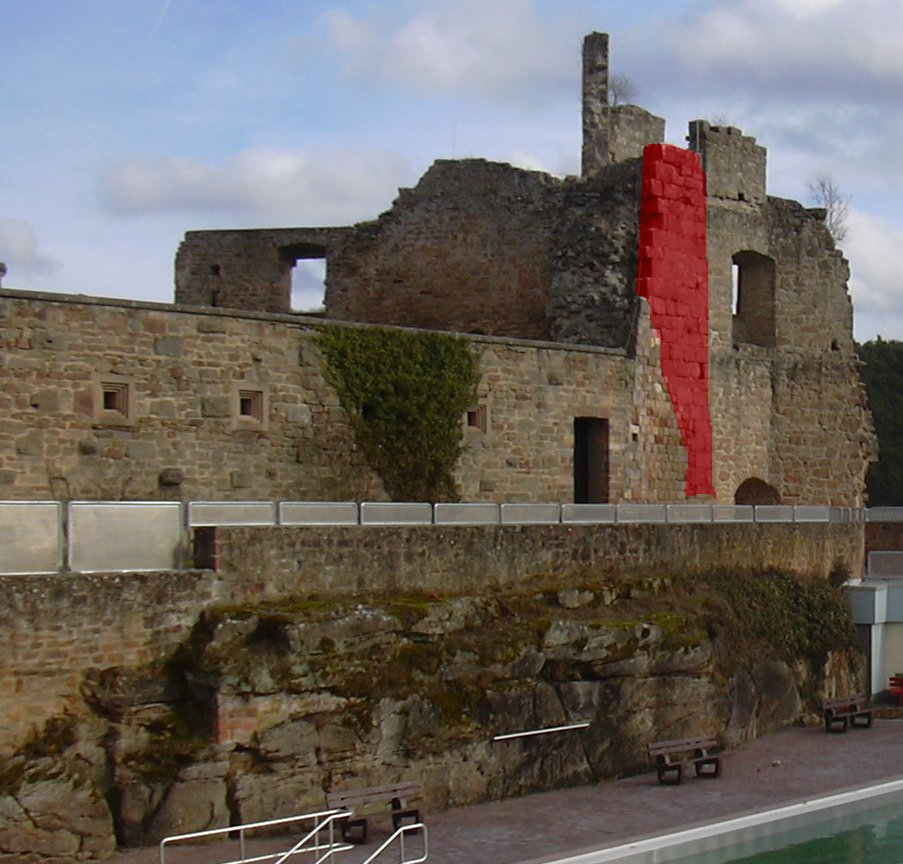
Support mural de bouclier du temps des Staufer (coloré en rouge sur la photo)

Le nom se dérive - comme pour le 5 km au nord-est celui de son château-frère cadet, Neuleiningen (préfixe : (neu) nouveau) - de la famille noble franconienne des Leininger, qui possédait autrefois le Leiningerland. Le changement de nom de Leiningen à Altleiningen (préfixe : (alt) vieux) est survenu lorsque le nouveau château mentionné a été construit après un héritage.
La puissante forteresse de montagne est construite sur des rochers et a probablement été construite par les comtes Leininger d'Emich I et son fils Emich II vers la période 1100-1110, à cette époque sous le nom de Burg Leiningen. L'ensemble du complexe du château formait un plan triangulaire en suivant la forme de l'éperon de la montagne. Quelques vestiges du mur du côté ouest témoignent encore de la construction d'origine. La basse-cour était entourée de ses propres douves et séparée du château actuel par un fossé principal creusé dans la roche, traversé par un pont-levis.
Vers 1120, Emich II a fondé le monastère de Höningen 2 km au sud du château.
La première destruction du château eut lieu lors de la guerre des paysans du Palatinat en 1525.
Le complexe actuel est basé sur la reconstruction dans le style Renaissance de 1528 par les comtes Linange Cuno II, Philippe, Ludwig et Johann Casimir. Les agriculteurs de la région ont dû faire des corvées pour la reconstruction.
Vers l'an 1600, un tunnel a été creusé profondément dans la roche sous le château pour fournir de l'eau. La Fontaine-à-20-tubes  alimentée par le tunnel est aujourd'hui la source d'eau la plus puissante d'Eckbach.En 1690, lors de la Guerre de Succession du Palatinat, le château est détruit une seconde fois et définitivement par les troupes françaises. Après cela, il a servi jusqu'au milieu du XIXe siècle comme carrière, jusqu'à ce que le Royaume de Bavière interdise cet enlèvement.  Le site est resté en possession des comtes de Linange (ligne Leiningen-Westerburg-Altleiningen) jusqu'en 1933, avant que le bureau de district de Frankenthal ne l'acquière. En 1962, les ruines ont été placées sous la protection des monuments(de) et l'aile du château a été reconstruite au cours des six années suivantes. Les vestiges des murs restants ont été inclus, en particulier au sud-est le mur du palais frappant visible de loin avec ses trois étages de fenêtres. C'est encore visible sur la gravure sur acier de 1840.

## Utilisation d'aujourd'hui

### Loisirs

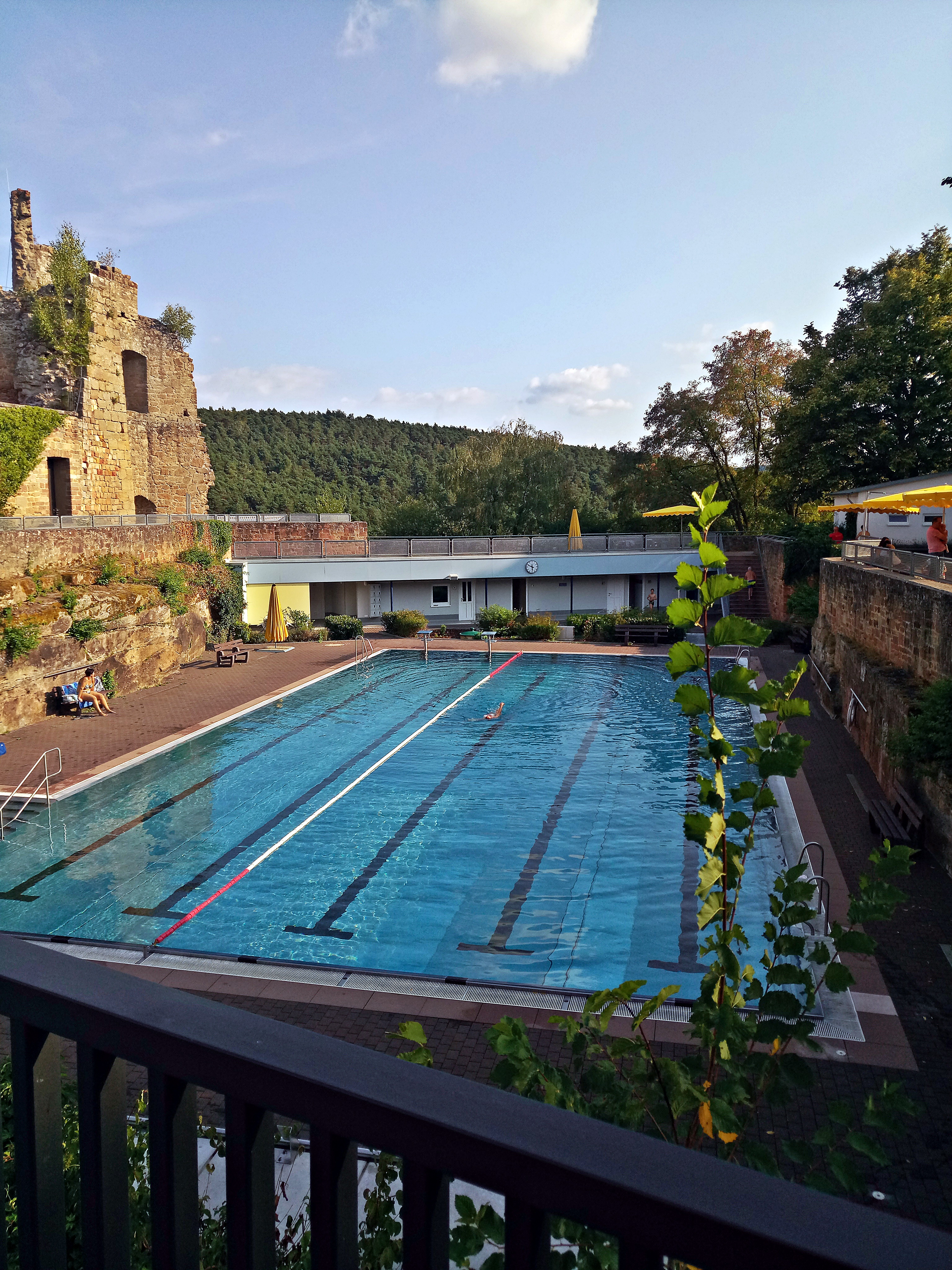
Piscine dans l'ancien fossé

En 1968, une auberge de jeunesse a été intégrée au château partiellement reconstruit et qui a été entièrement modernisée entre 1998 et 2000. Lors de cette rénovation, le château a également reçu à nouveau un toit en pente ; auparavant, il avait eu un simple toit plat de style années 1960. La salle des chevaliers sert de salle à manger ; une autre salle est le Burgschänke avec une terrasse d'été.
Le fossé principal a été transformé en piscine extérieure publique.

### Nature
Les voûtes de la cave du château abritent la plus grande occurrence de chauves-souris libres d'Allemagne ; en 2015, il y avait environ 400 animaux de l'espèce Grand Murin. Pour des raisons de protection du biotope, l'accès au château est cependant interdit aux visiteurs.

Vues extérieures
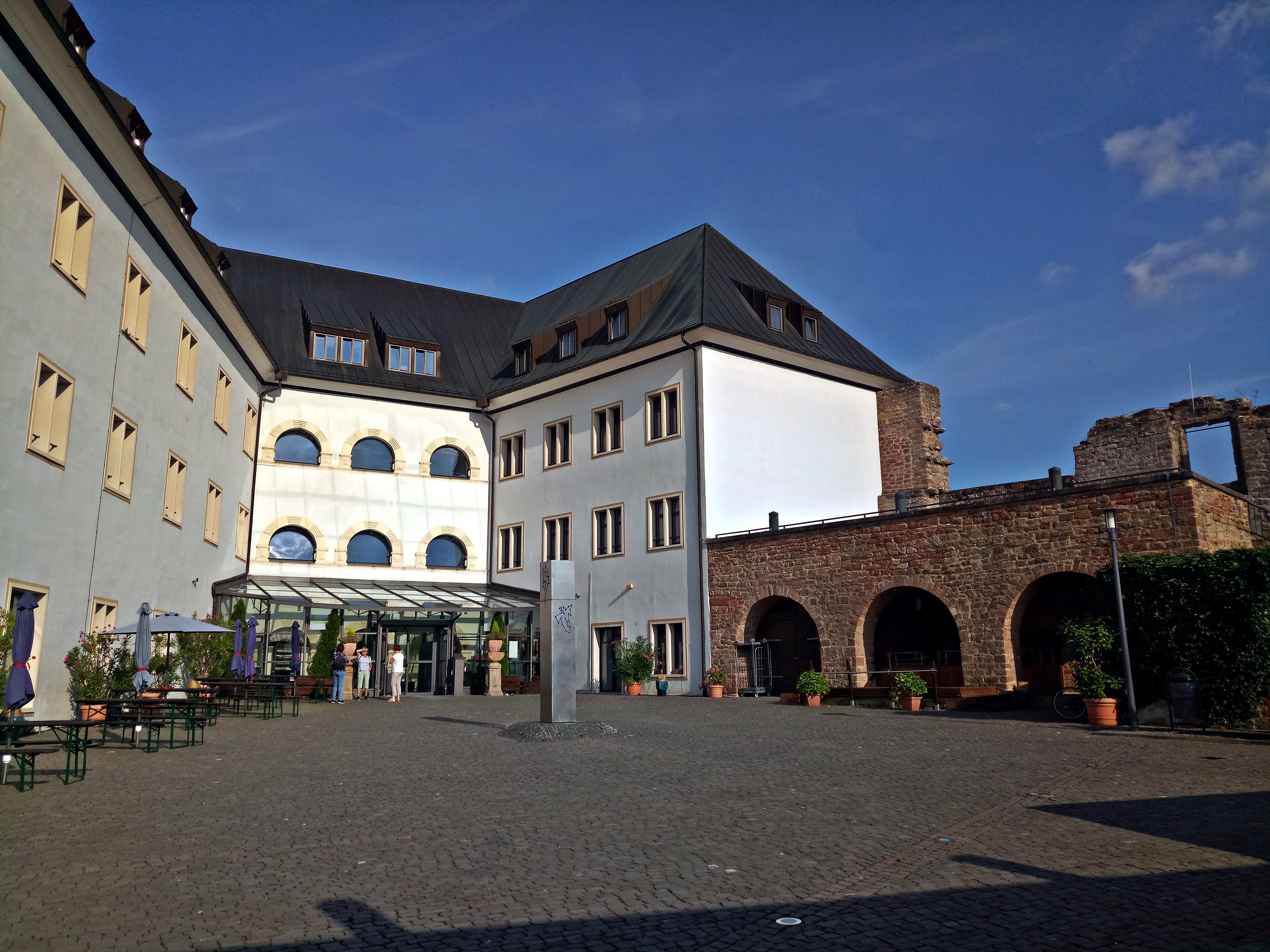
Zone d'entrée : aujourd'hui auberge de jeunesse, vestiges de ruines sur la droite
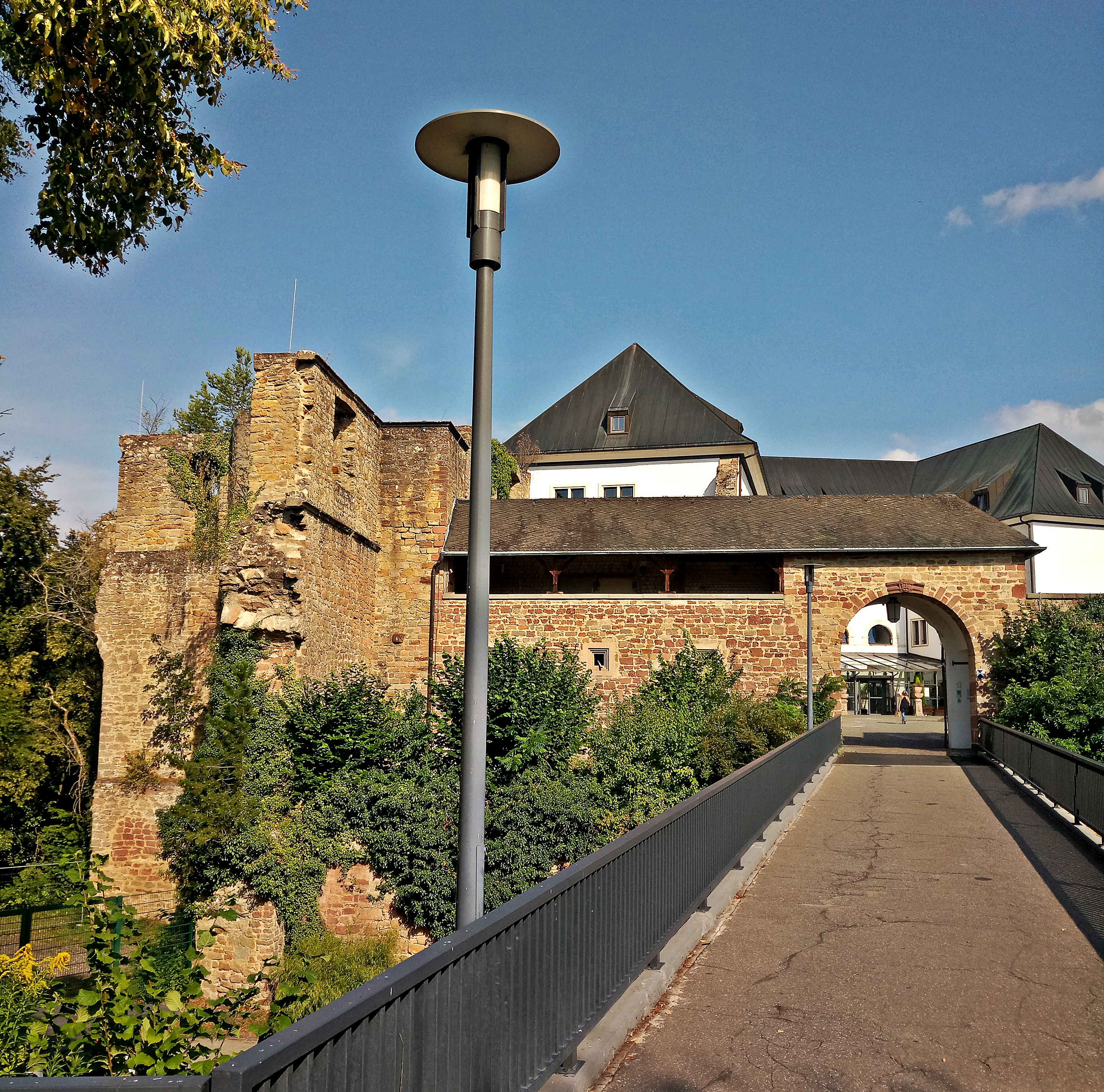
Ouest
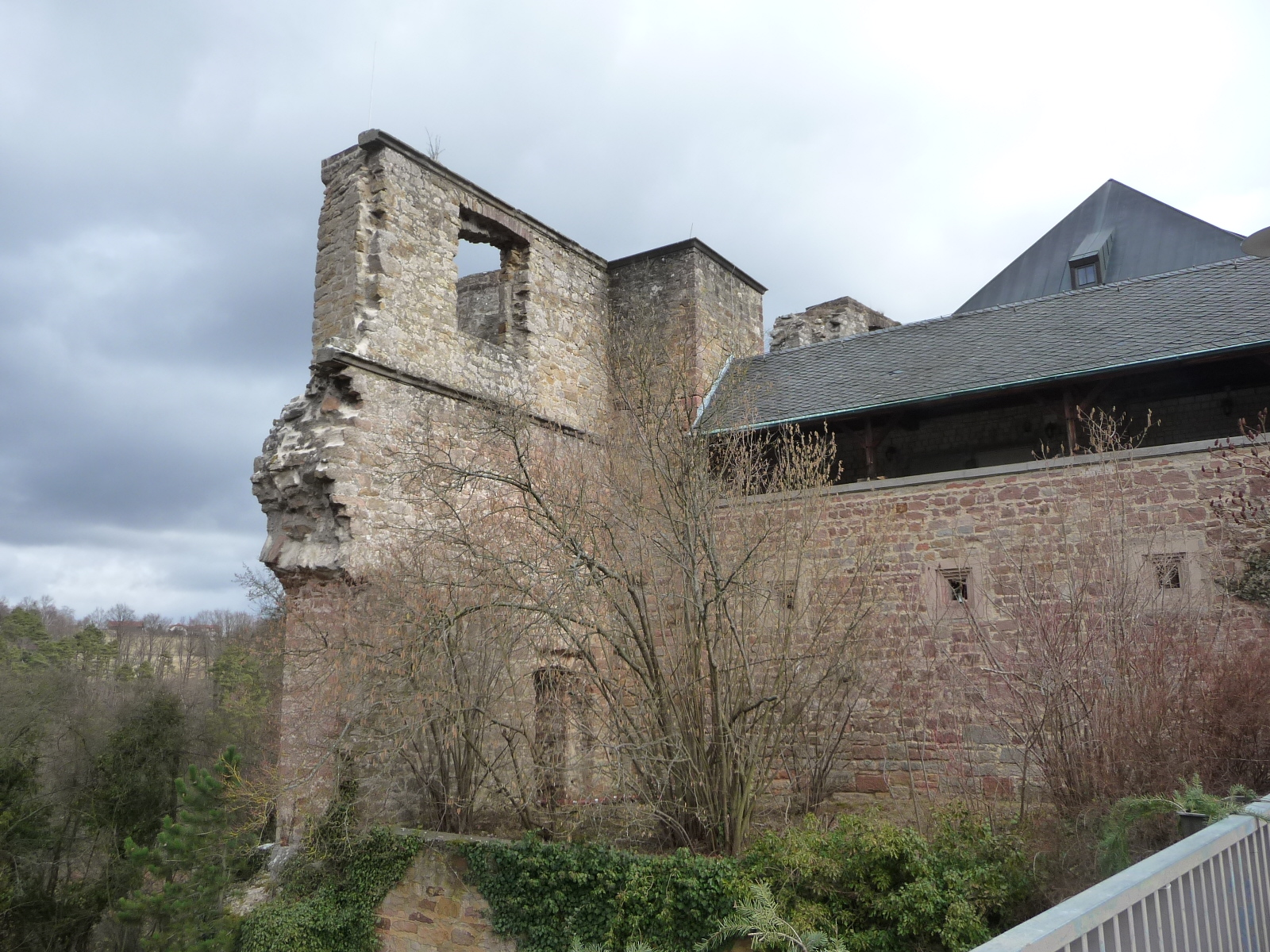
Nordouest
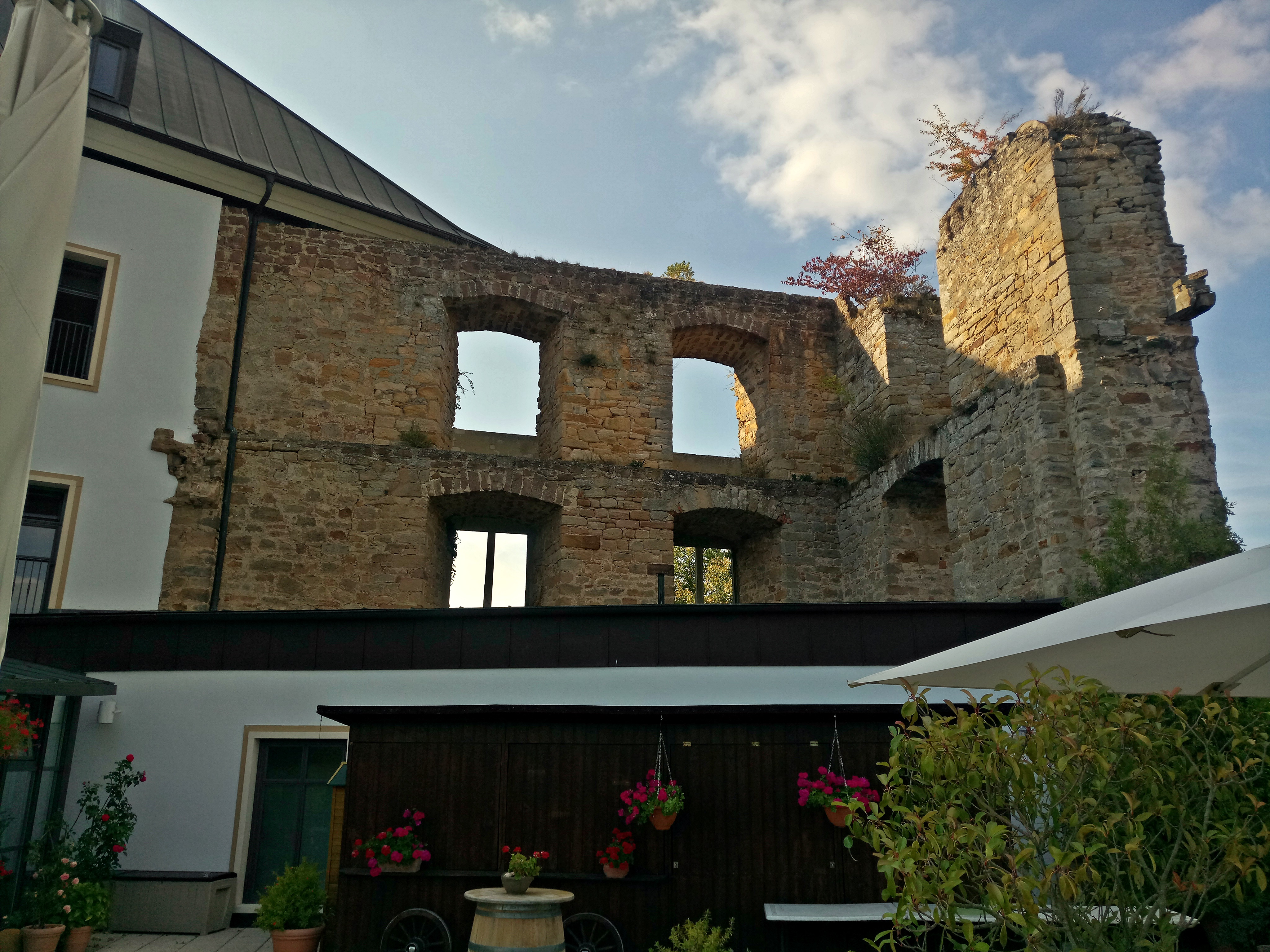
Est
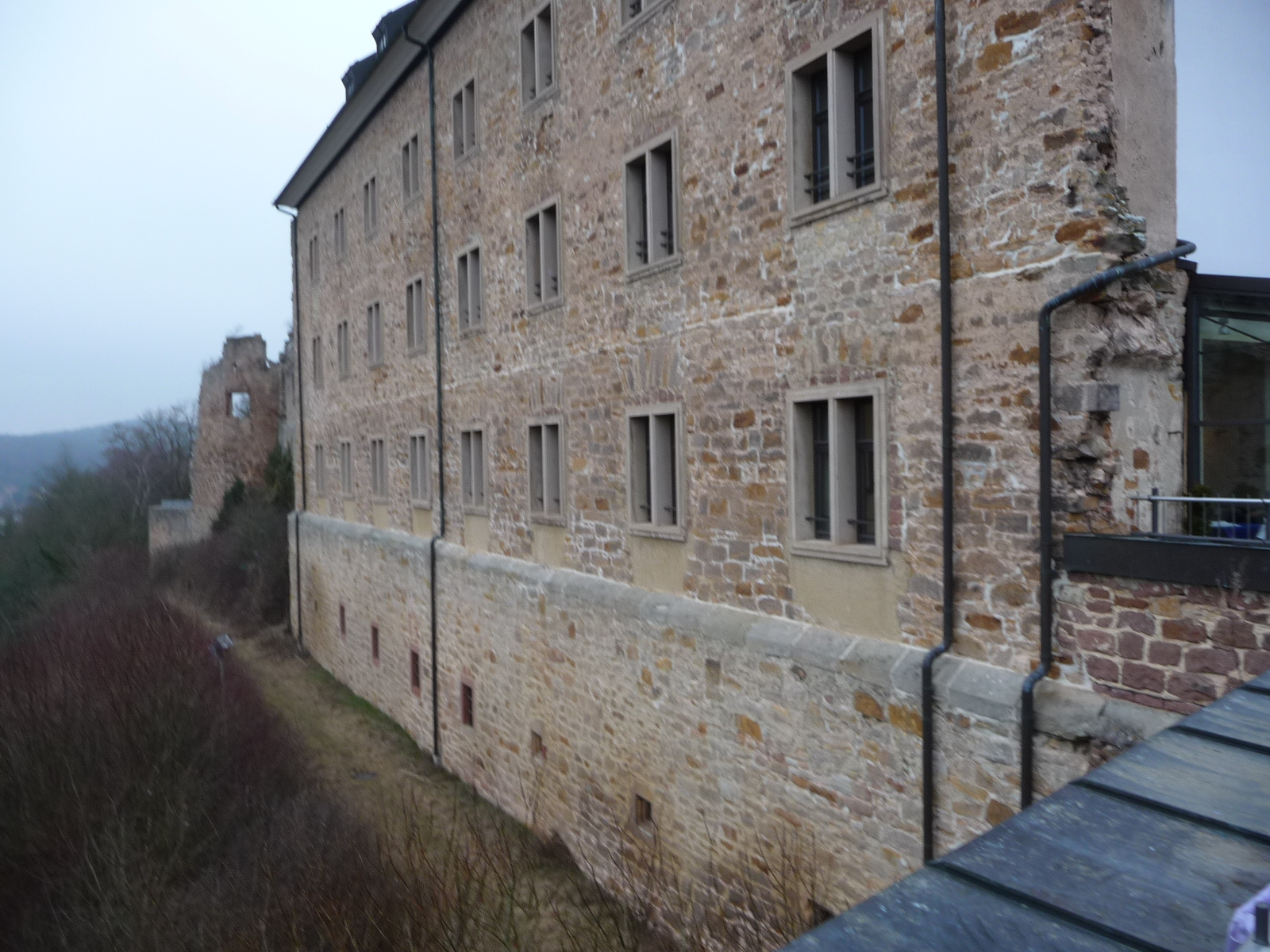
sud

Vues intérieures
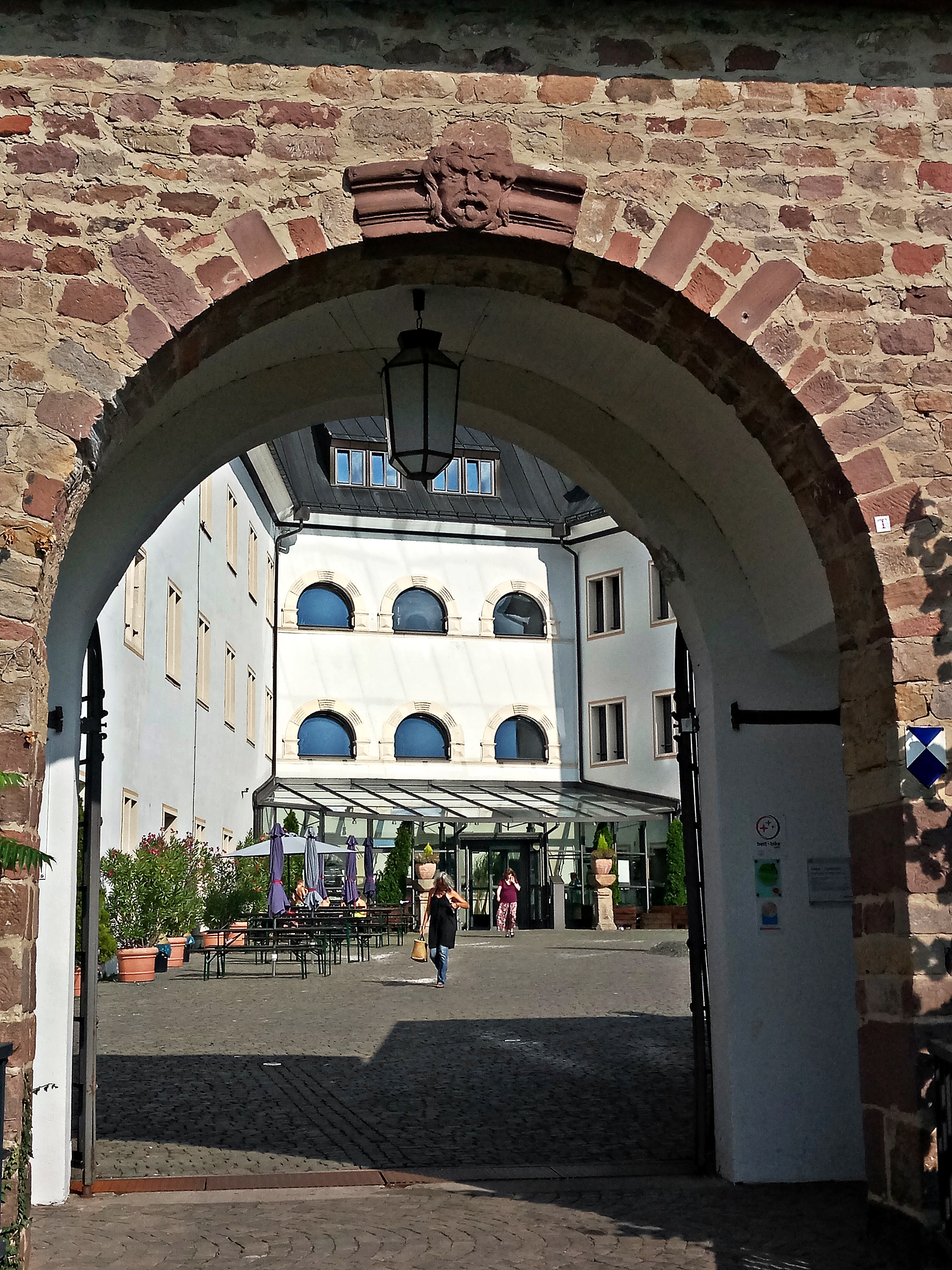
Cour intérieure par la porte du château
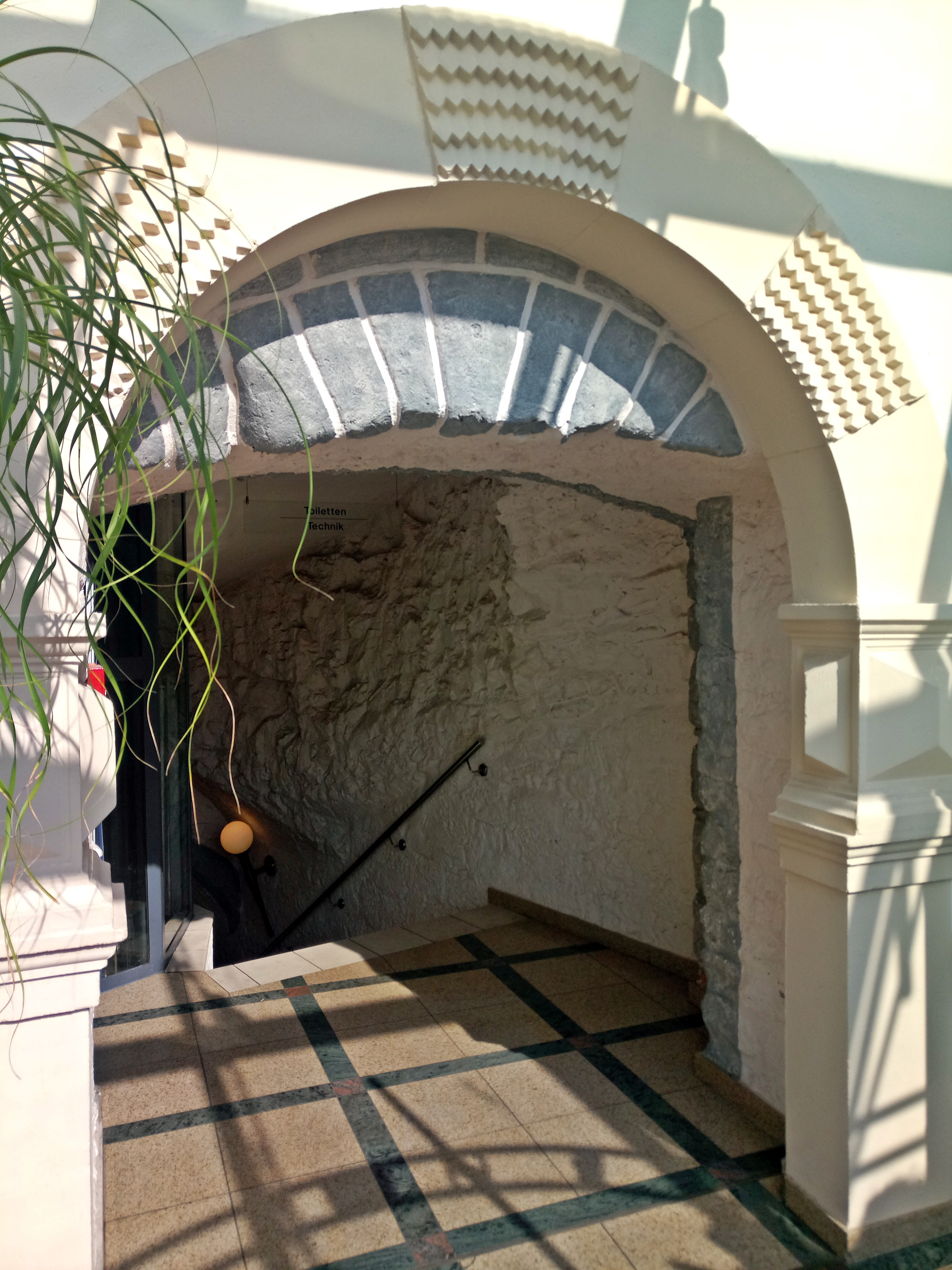
Porte de la cour donnant sur le bâtiment principal est
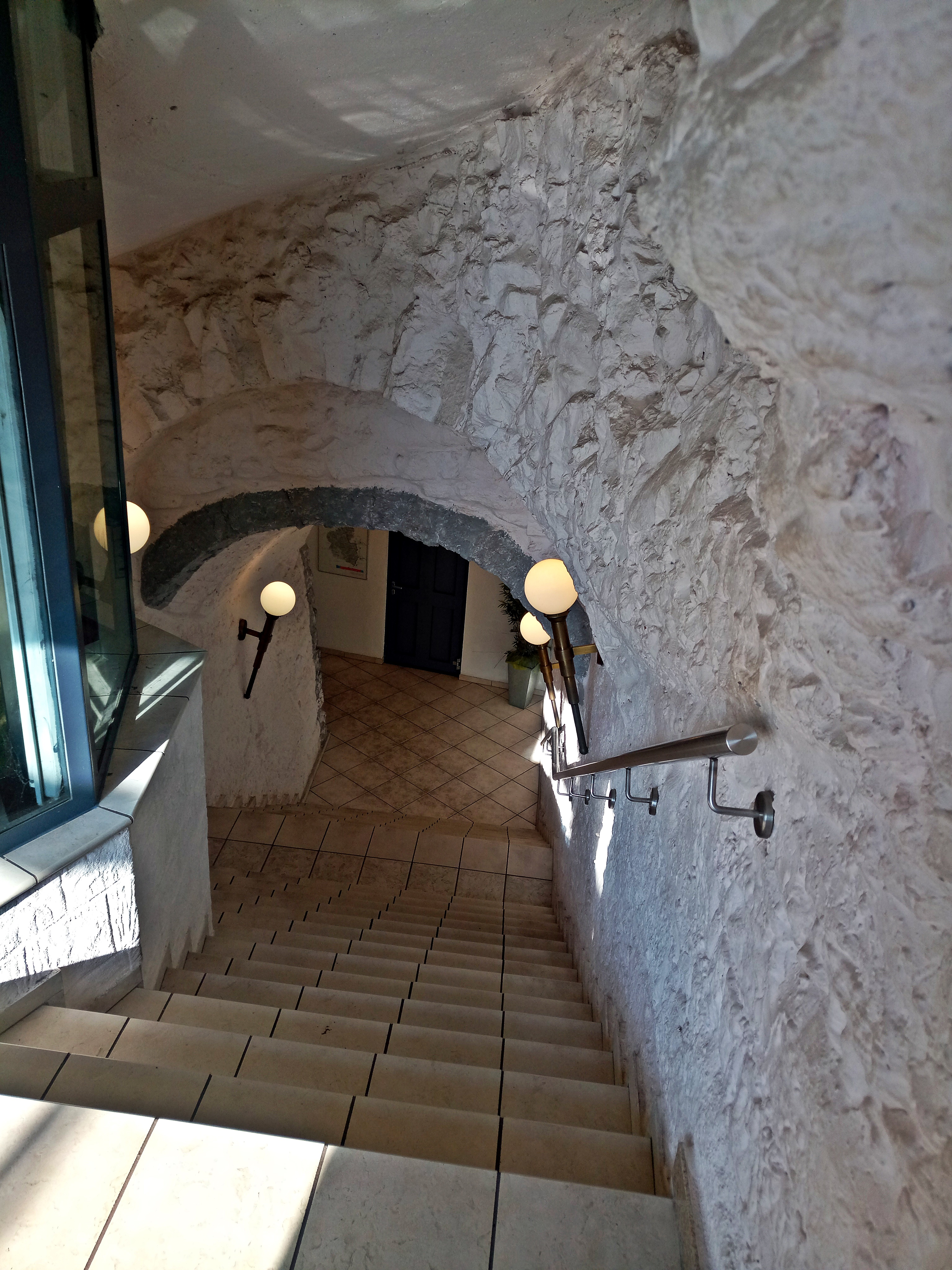
Vers le sous-sol
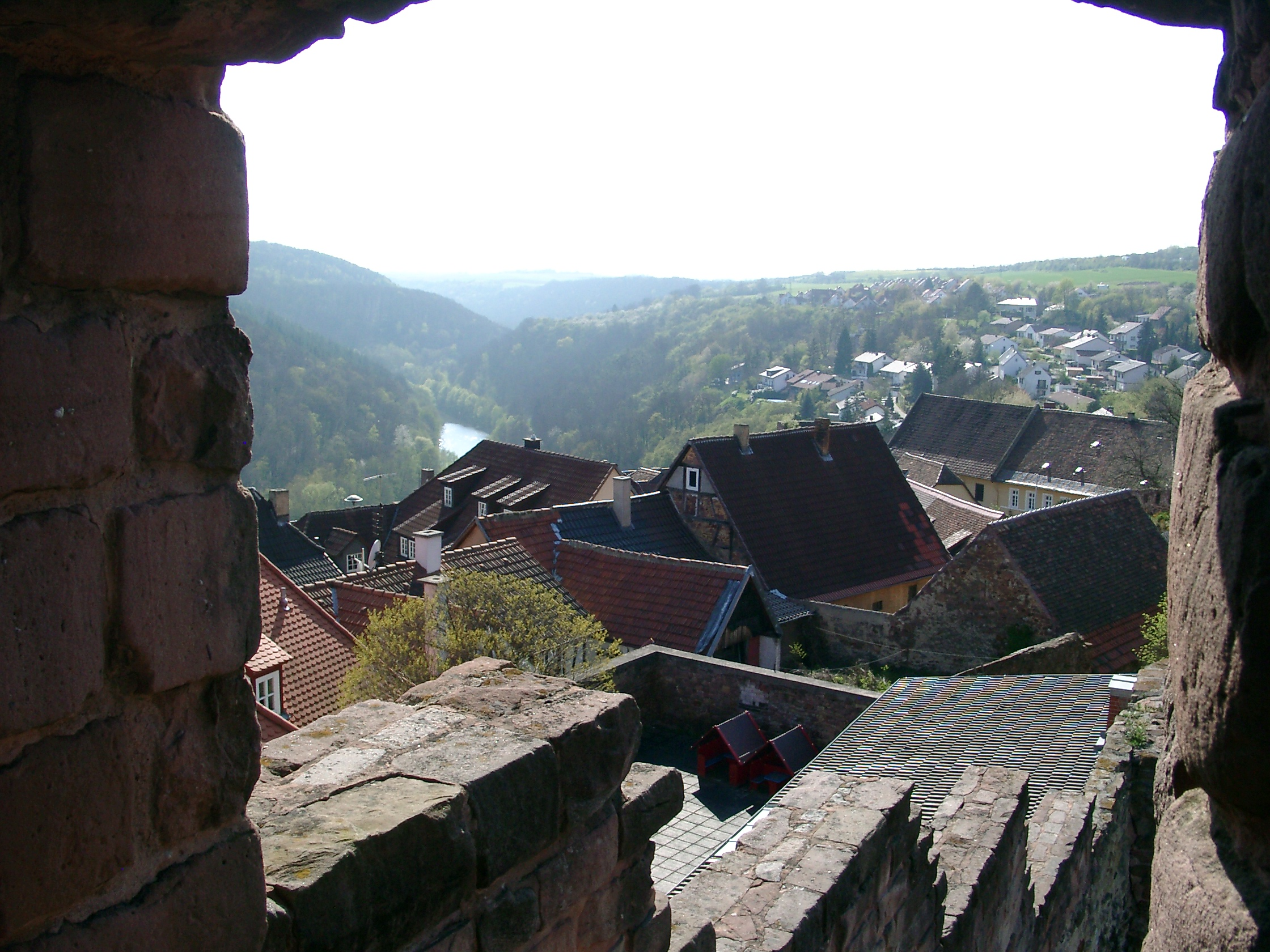
Vue vers la vallée Eckenbach